# Państwo faszystowskie
Państwo faszystowskie – rodzaj państwa, państwo takie występowało we Włoszech w latach 1922–1943 (jego twórcą był Benito Mussolini) i w Niemczech w latach 1933–1945 (jego twórcą był Adolf Hitler), powstałe w czasie ogólnospołecznego niezadowolenia, którego powodem stało się wysokie bezrobocie, brak świadczeń socjalnych oraz niesatysfakcjonujące zakończenie wojny. Narodowa Partia Faszystowska i Narodowosocjalistyczna Niemiecka Partia Robotników w Niemczech propagowały hasła nacjonalizmu, zaprowadzenia porządku, częściowej kontroli państwa nad gospodarką (trzecia droga), zmiany systemu opieki społecznej. Odrzucały natomiast socjalizm i liberalizm. 
Na czele państwa niemieckiego stał wódz/naczelnik (wł. duce, niem. führer, chorw. poglavnik). W jego rękach skupiona była pełnia władzy. Zachowywano własność prywatną co podobało się kapitalistom, jednak gospodarka znalazła się odtąd pod kontrolą władzy. We Włoszech zachowano formalnie monarchię, ale szef partii faszystowskiej był premierem i to on faktycznie rządził. Funkcjonariusze partii pełnili jednocześnie funkcje państwowe, ograniczone zostały swobody obywatelskie. W Niemczech ludność niemiecka była uprzywilejowana, panował terror wobec mniejszości narodowych, powszechna była też inwigilacja.